# Vuelo 168 de Trigana Air Service
El vuelo 168 de Trigana Air Service, fue un vuelo regular de pasajeros operado por un ATR 42 que estaba programado con una ruta desde el Aeropuerto de Kalimarau hacia el Aeropuerto de Temindung, Indonesia. El 11 de febrero de 2010, el avión sufrió una falla de motor durante el vuelo, por lo que los pilotos decidieron aterrizar en el Aeropuerto Sultan Aji Muhammad Sulaiman. El avión aterrizó en un campo de arroz a 18 millas náuticas (33 kilómetros) del aeropuerto de destino. Dos personas sufrieron heridas graves.

## Aeronave
El avión utilizado fue un ATR-42-300F, con matrícula PK-YRP. El avión fue fabricado en 1987 como c/n 50.El primer vuelo se realizó el 22 de mayo de 1987 con el número de matrícula F-WWER. El avión fue utilizado por primera vez por Pan Am Express el 10 de junio de 1987 con el número de matrícula N4202G. El 4 de diciembre de 1991 el avión fue transferido a Trans World Express. El 5 de diciembre de 1995, el avión fue arrendado a Mahalo Air. El avión fue retirado en septiembre de 1997. En octubre de 1998, el avión fue devuelto a ATR con el número de matrícula F-WQIT. El 20 de octubre de 1998, la aeronave fue arrendada a Inter-Canadien con el número de matrícula C-GICB. El avión fue reconvertido en avión de carga. En enero de 2003 el avión fue retirado nuevamente. El 2 de agosto de 2008, el avión volvió a ser utilizado por Trigana Air Service con el número de matrícula PK-YRP.

## Accidente
El vuelo 168 partió del Aeropuerto de Kalimarau con destino al Aeropuerto de Temindung. Durante el vuelo, uno de los motores experimentó una falla y se apagó. La tripulación de vuelo decidió cambiar el destino al Aeropuerto Sultan Aji Muhammad Sulaima, con una pista de 2.495 metros (8.186 pies), en comparación con los 1.150 metros (3.770 pies) del Aeropuerto de Temindung. Las instalaciones de aterrizaje en el Aeropuerto Sultan Aji Muhammad Sulaiman eran mejores que las de Temindung.

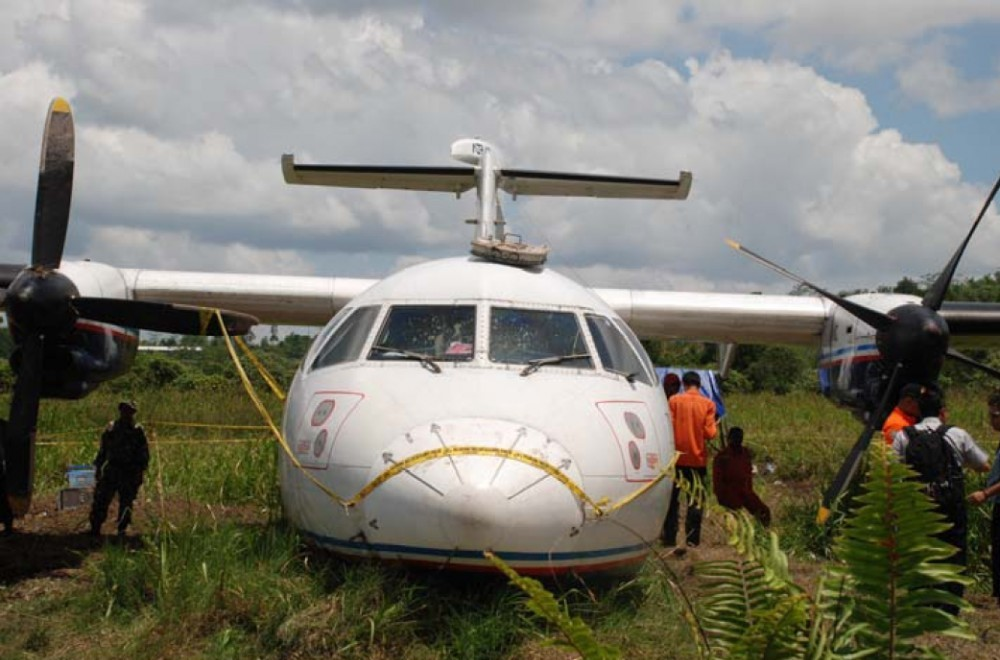
Los restos del ATR 42 accidentado, fotografía tomada por la NTSC

Luego, el segundo motor también experimentó una pérdida de potencia.A las 11:40, la aeronave realizó un aterrizaje de emergencia en un campo de arroz aproximadamente a 41 km (25 millas) de la ciudad de Balikpapany aproximadamente a 18 millas náuticas (33 km) del Aeropuerto Sultan Aji Muhammad Sulaiman.Dos personas sufrieron fracturas en las piernas.El avión sufrió daños, pero aún pudo ser reparado.

## Investigación
El Comité Nacional de Seguridad en el Transporte (NTSC) realizó la investigación. Se recuperaron la grabadora de datos de vuelo (FDR) y la grabadora de voces de cabina (CVR) y se enviaron para su análisis. El avión aterrizó a gran velocidad, pero con los motores apagados. La foto muestra que una de las hélices no estaba en su lugar.
Se descubrió que ambos motores presentaban falta de combustible antes de que se incendiaran. Se indicó que la gestión del combustible estaba fuera de control durante el vuelo, lo que podría ser una indicación engañosa de la cantidad de combustible. No se pudo realizar un análisis adecuado debido a que tanto el FDR como el CVR no estaban en funcionamiento.